# Altruisme
L'altruisme és la preocupació pels altres que porta a comportar-se procurant-ne el seu bé, per tant oposant-se a l'egoisme. L'altruisme no cerca el benefici propi, i es basa en l'empatia: en veure les necessitats alienes, sorgeix un sentiment positiu que porta a intentar satisfer-les.
Com a terme, va néixer a les obres d'Auguste Comte i va ser manllevat per les principals llengües modernes. No tothom accepta que existeixi altruisme; de fet, pot ser un vessant de l'egoisme: la persona actua bé per guanyar l'estimació dels altres, la salvació o millorar l'autoconcepte en obrar d'acord amb la seva ètica. Fins i tot pot obeir a una estratègia de càlcul: s'actua pensant en l'altre volent que sigui recíproc, o millorar la societat en la qual es viu.

## L'altruisme en la filosofia
Diverses escoles proposen comportaments altruistes com a doctrina ètica, per això es coneix com "la regla d'or de la conducta", i així apareix en els primers pensadors grecs i orientals.
L'utilitarisme, per exemple, es basa en aquest concepte, ja que una persona actua bé sempre que maximititzi els beneficis cap als altres (no considera si perjudica o no a la pròpia persona). Des de Plató, es considera que els polítics i governants han de ser altruistes, ja que racionalment busquen el benestar dels ciutadans que depenen d'ells. El contrari n'és la tirania, que deslegitima el poder aconseguit.
Ayn Rand, per la seva banda, considera l'altruisme immoral, ja que pot portar al sacrifici de la pròpia vida, renunciant al màxim do per un bé inferior. També afirma que buscar el mateix benefici no és dolent, sempre que no perjudiqui als altres i reivindica, per tant, l'egoisme ètic. Nietzsche argumentava en la mateixa línia, afirmant que només els febles necessiten refugiar-se en l'altruisme per limitar les accions dels poderosos, que exerceixen el seu dret a la vida.

## L'altruisme biològic
En principi l'altruisme semblava contradir les lleis naturals, ja que a vegades determinats individus posen en perill la seva vida per altres i això atempta contra l'instint de conservació bàsic per a la selecció natural. Tanmateix, s'ha demostrat que l'altruisme té un caràcter instintiu, per perpetuar la pròpia espècie i així transmetre els gens, com sosté Richard Dawkins (per això els lligams són més forts entre animals d'un mateix grup o emparentats). Als éssers humans aquest instint apareix als 18 mesos. També s'ha experimentat l'altrusime en ximpanzés, demostrant que els primats demostren altruisme recíproc en entorns més naturals: la preparació, la tolerància i l'intercanvi d'aliments són comportaments altruistes de baix cost que els primats mostren amb freqüència, fins i tot sense esperar reciprocitat en el a curt termini.
A més, alguns models matemàtics de la genètica de poblacions mostren que, en general, tot i que els altruistes són menys aptes a nivell individual, l'altruisme provoca una major supervivència a nivell de grup.
Partint de l'extensió de la teoria clàssica de la genètica de poblacions, el biòleg evolutiu britànic William Donald Hamilton va predir les condicions per les quals un individu probablement es comportaria de manera altruista envers un altre, establint les condicions necessàries per a l'evolució dels caràcters altruistes.El cost que pot suposar per l'individu que realitza l'acte altruista es pot veure recompensat pel benefici que genera als individus que reben l'acció. Hamilton va demostrar matemàticament que era possible que l'altruisme evolucionés com a tret sempre que els beneficis dels actes altruistes recaiguessin en individus relacionats genèticament amb el donant. Per tant, seria avantatjós el fet que un animal fes una crida d'alarma, tot i posar-se en perill, per avisar un grup de familiars, ja que els seus parents també porten còpies dels seus gens. L'altruisme veritable sorgeix per selecció natural però en un escenari en què els gens que passen a la generació següent són de familiars de l'individu sacrificat.
El que es coneix com la regla de Hamilton estableix que l'altruisme pot evolucionar en una població si el cost de la condició física per al donant és inferior al benefici de la condició física per al receptor, descomptat per un coeficient de parentiu entre els dos. L'evolució cap a la fixació d'aquests al·lels altruistes és possible sempre que la probabilitat que l'al·lel passi a la generació següent en els familiars que són ajudats (b) , ponderada pel grau de parentiu dels familiars (r), sigui més gran que la probabilitat de pèrdua d'aquest al·lel en els individus autosacrificats (c). Aquesta relació es pot representar com rxb > c, sent r el grau de parentiu que hi ha entre els individus. Per exemple el grau r entre pares i fills és de 0,5, igual que entre germans, però baixa a 0,25 per nebots i nebodes i a 0,125 per cosins germans. Aquest tipus de selecció s'anomena selecció familiar o selecció de parentiu, rep el seu nom per la importància de donar-se en entorns familiars perquè s'afavoreixi l'al·lel altruista, però, realitza la seva acció en l’àmbit de gens més que no pas a nivell d'individu o de població. Hi ha diverses formulacions alternatives de la regla de Hamilton, inclosa una versió general, que sempre és certa; una versió aproximada, que suposa una selecció feble; i una versió especial, que exigeix altres supòsits restrictius.

## L'altruisme en la religió
L'altruisme es troba en la base de molts manaments religiosos, incloent-hi les vies del budisme cap a la il·luminació o com a resum de les lleis ètiques de les religions del llibre. De fet, la seva formulació positiva i negativa ("no facis als altres el que no voldries que et fessin a tu") va ser declarada base comuna per al diàleg entre religions al Parlament Mundial de les Religions el 1993.
En el budisme l'altruisme es materialitza en quatre virtuts essencials:
- l'equanimitat, renunciant a l'odi o l'enveja i a l'afany de posseir, que lliga la persona al món terrenal
- amor, que porta a actuar buscant el benefici aliè
- la compassió, que vol deslliurar els altres del dolor
- la felicitat que esdevé quan els del voltant són feliços

Per al cristianisme, l'altruisme és la base de la moral, ja que sustenta el manament que Jesús va donar abans de morir: "estimeu els altres com jo us he estimat" (Jn 15:9-17). Aquest manament ha de substituir les velles lleis judaiques, inspirades en la llei del Talió i incita a estimar fins i tot els enemics. El concepte com a tal no apareix als escrits catequètics per ser un nom modern, però es pot rastrejar en termes com caritat o proïsme.
Diversos hadits islàmics lloen l'altruisme. Hi hauria tres graus d'altruisme (de menor a major mèrit): donar als altres allò que no fa falta com a caritat, considerar el proïsme al mateix nivell que un o posar-lo per sobre, i sacrificar-se pels altres malgrat perjudicar-se.

## L'altruisme en la societat
Les entitats sense afany de lucre, com les ONG, s'anomenaven anteriorment altruistes perquè persegueixen fins socials i no sols econòmics, com l'empresa tradicional. A finals del segle xx, però, van sorgir conceptes com la responsabilitat social corporativa, la banca ètica o l'anomenat màrqueting net, en què les empreses, per fidelizar els clients i millorar la seva imatge de marca, emprenen accions altruistes, com per exemple donar part de la recaptació a projectes del Tercer Món. Els beneficis que deixen d'ingressar es compensen amb la publicitat positiva generada.
L'altruisme és una de les bases que sustenten la Declaració Universal dels Drets Humans, perquè considera els altres com iguals i, per tant, amb els mateixos drets, que s'han de procurar atorgar, malgrat que un mateix no els necessiti.
Els comportaments altruistes han estat estudiats per la teoria de jocs, per exemple en el dilema del presoner, i es troben com a base de concursos televisius com "Sis a traïció", de TV3. L'altruisme digital és la idea que alguns estan disposats a compartir informació lliurement basant-se en el principi de reciprocitat i en la creença que, al final, tothom es beneficia de compartir informació a través d'Internet.